# Tateomys macrocercus
Tateomys macrocercus es una especie de roedor de la familia Muridae.

## Distribución geográfica
Es endémica de las selvas montanas del centro de Célebes (Indonesia).